# Relaciones Andorra-Ucrania
Las relaciones Andorra-Ucrania son las relaciones diplomáticas entre el Principado de Andorra y Ucrania.
Las relaciones entre Ucrania y el Principado de Andorra se caracterizan por la ausencia de cuestiones problemáticas. La parte andorrana identifica la cooperación turística y cultural como las principales áreas de cooperación con Ucrania. Por el lado ucraniano, el énfasis principal está en el mantenimiento de los lazos políticos, la promoción de cuestiones humanitarias, el apoyo mutuo a las organizaciones internacionales, el establecimiento de un marco legal para las relaciones bilaterales y el apoyo al trabajo del Consulado Honorario de Ucrania en Andorra. La parte de Andori sigue interesada especialmente en la cooperación para la adopción de niños ucranianos.
La cuestión del nombramiento del Cónsul Honorario de Ucrania en Andorra y el establecimiento del Consulado ha estado en la agenda de las relaciones bilaterales durante mucho tiempo. En 2008 se cumplieron todos los trámites procesales necesarios y se nombró cónsul honorario al ciudadano andorrano Antonio Zorzano Riera. Ucrania pertenece a los siete países que tienen consulados honorarios en Andorra.
Del 31 de marzo al 2 de abril de 2011 visitó Ucrania una delegación del Gobierno del Principado de Andorra, encabezada por el ministro de Turismo, Comercio e Industria. Esta visita fue la primera visita de una delegación del gobierno a Andorra desde el establecimiento de relaciones diplomáticas.
Como resultado de la visita, se firmó un acuerdo entre el Gabinete de Ministros de Ucrania y el Gobierno del Principado de Andorra sobre cooperación en el ámbito del turismo. Este acuerdo se convirtió en el primer documento intergubernamental internacional firmado entre las partes.

## Misiones diplomáticas
- Andorra no está representada en Ucrania ni a nivel de embajada ni a nivel de consulado.
- Ucrania está representada en Andorra a través de su embajada en Madrid, España, y además cuenta con un consulado honorario en Andorra la Vieja.